# Sojus TM-28
Sojus TM-28 ist die Missionsbezeichnung für den Flug eines russischen Sojus-Raumschiffs zur russischen Raumstation Mir. Der 37. bemannte Besuch eines Raumschiffes bei der Raumstation Mir war der 28. Besuch eines Sojus-Raumschiffs und der 104. Flug im Sojusprogramm.

## Besatzung

### Startbesatzung
- Gennadi Iwanowitsch Padalka (1. Raumflug), Kommandant
- Sergei Wassiljewitsch Awdejew (3. Raumflug), Bordingenieur
- Juri Michailowitsch Baturin (1. Raumflug), Forschungskosmonaut

### Ersatzmannschaft
- Sergej Wiktorowitsch Saljotin, Kommandant
- Alexander Jurjewitsch Kaleri, Bordingenieur
- Oleg Walerjewitsch Kotow, Forschungskosmonaut

### Rückkehrbesatzung
- Gennadi Iwanowitsch Padalka (1. Raumflug), Kommandant
- Ivan Bella (1. Raumflug), ( Slowakei)